# Форино (Италия)
Форино (итал. Forino) — коммуна в Италии, располагается в регионе Кампания, в провинции Авеллино.
Население составляет 5200 человек (на 2004 г.), плотность населения составляет 254 чел./км². Занимает площадь 20,49 км². Почтовый индекс — 83020. Телефонный код — 0825.
Покровителем коммуны почитается святитель Николай Мирликийский, чудотворец, празднование 6 декабря.

## История
В 663 году около Форино состоялась битва при Форино — самое крупное сражение Италийского похода между византийскими войсками императора Константа II и армией лангобардов.